# Дроздовка (Черниговская область)
Дроздо́вка (укр. Дроздівка) — село Куликовского района Черниговской области Украины, центр сельского совета. Население 1 179 человек.
Код КОАТУУ: 7422784001. Почтовый индекс: 16331. Телефонный код: +380 4643.

## Власть
Орган местного самоуправления — Дроздовский сельский совет. Почтовый адрес: 16331, Черниговская обл., Куликовский р-н, с. Дроздовка, ул. Гончаровка, 142, тел. 2-87-10, 2-87-45.

## История
В селе была Параскеевская церковь (в 1808 году священники Яков Васильевич Прокопович и Евстафий Иванович Прокопович). Волостной центр Дроздовской волости Нежинского уезда .